# Irgertsheim
Irgertsheim ist ein Gemeindeteil der kreisfreien Stadt Ingolstadt in Oberbayern.

## Geographie
Das Kirchdorf Irgertsheim liegt am südlichen Rand des Naturpark Altmühltal auf einer Höhe von 374 m ü. NN und hat 985 Einwohner.
Es gehört zum Ingolstädter Stadtbezirk VI (West) und liegt an der Staatsstraße 2214 zwischen Ingolstadt und Neuburg an der Donau. Der Ort ist auch durch halbstündlich verkehrende Linienbusse an den ÖPNV angebunden.

## Allgemeines
Irgertsheim ist seit der Gebietsreform in Bayern im Jahre 1972 ein Stadtteil von Ingolstadt, der zweitgrößten Stadt in Oberbayern. Als westlichster Stadtteil von Ingolstadt befindet sich Irgertsheim direkt an der Nahtstelle zu dem Landkreis Eichstätt und dem Landkreis Neuburg-Schrobenhausen.
Bereits vor mehreren hundert Jahren befand sich Irgertsheim in diesem so genannten „Dreiländereck“. Noch heute befindet sich in einem Waldstück in der Nähe der Ortschaft der Dreiländerstein, der die Grenze des Hochstifts Eichstätt, des Herzogtums Bayern-Ingolstadt und der Pfalzgrafschaft Neuburg kennzeichnete.
Die ersten Spuren von Irgertsheim reichen bis in die Antike zurück. Bereits römische Legionen errichteten auf dem heutigen Standort der Kirche St. Laurentius ein Heiligtum, das dem Gott Merkur gewidmet war.
Im Dreißigjährigen Krieg spielte Irgertsheim für die protestantischen Truppen eine wichtige strategische Rolle auf ihrem Weg zur Festung Ingolstadt. Bei Irgertsheim machten im Jahre 1646 knapp 60.000 Mann halt.
Beim Anblick Irgertsheims fällt vor allem ein 30 Meter hohes Lagerhaus auf, ein grauer Betonbau aus den 1960er Jahren und bis heute ein negatives Wahrzeichen des Ortes. Das heute noch zur Lagerung von Getreide genutzt wird.

## Geschichte

### Irgertsheim – Stadt Ingolstadt

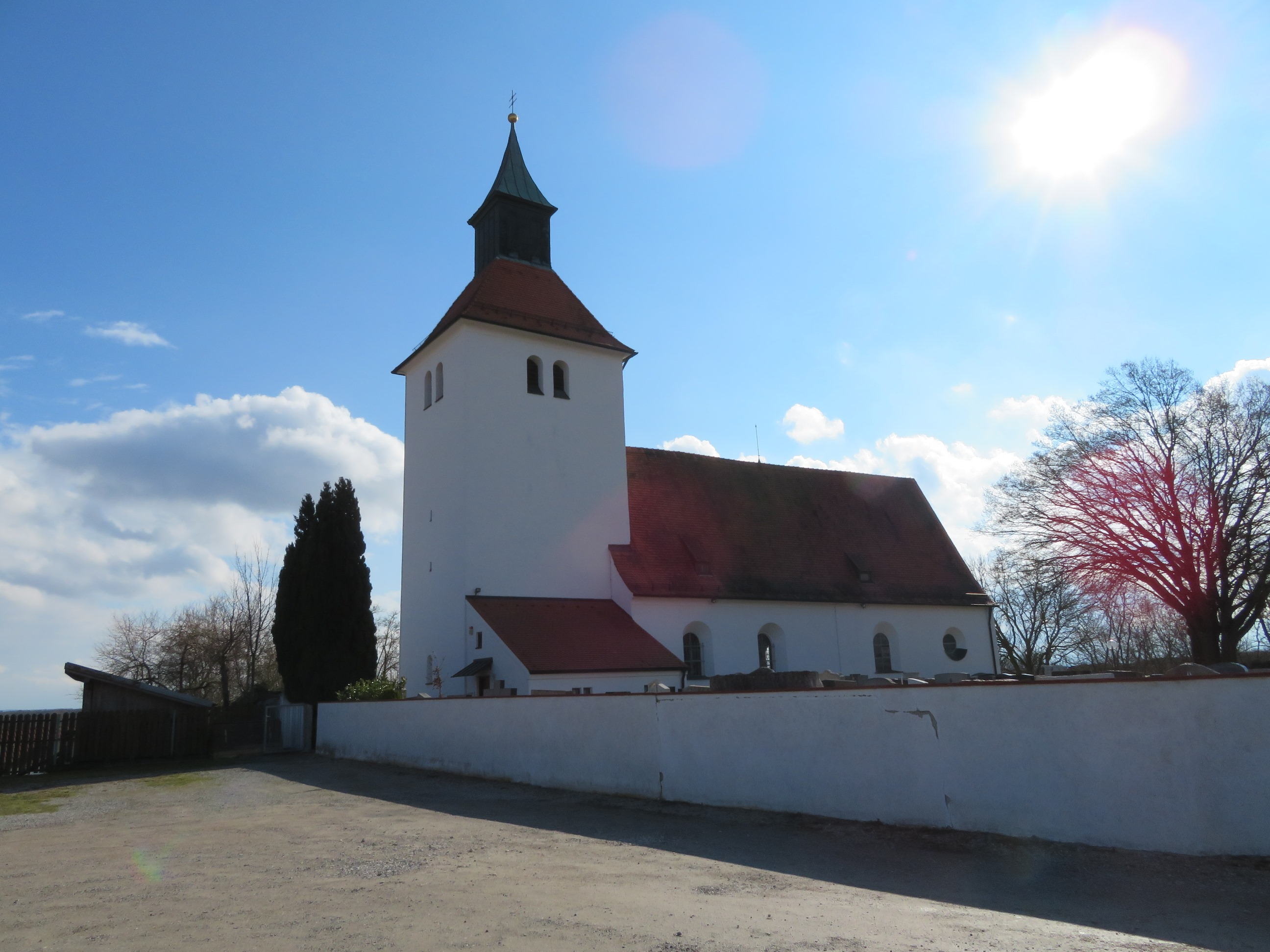
Kirche Sankt Laurentius

Die ehemalige B16 führte früher mitten durch das Dorf und verließ es nach einer scharfen Kurve wieder, heute läuft die Staatsstraße 2214 am Ortskern vorbei. Schon 1966 wurde diese Umgehung gebaut, da die alte Ortsdurchfahrt dem Verkehrsaufkommen nicht mehr gewachsen war. Bis zur Gebietsreform 1972 lag Irgertsheim in der nordwestlichen Ecke von Oberbayern, nur 200 Meter vor Mittelfranken. Auch die Landkreise Neuburg-Schrobenhausen und Eichstätt grenzten so aneinander. Nachdem Eichstätt und Neuburg inzwischen zu Oberbayern gehören, treffen am alten Dreiländereck nur noch das Stadtgebiet von Ingolstadt und die benachbarten Landkreise aufeinander.
Ein Wahrzeichen des Ortes ist die dem hl. Laurentius geweihte Kirche mit einem quaderförmigen Kirchturm. Das Langhausdeckenfresko Christi Himmelfahrt in der Kirche wurde 1943 von dem Kunstmaler Josef Wittmann geschaffen.
Die Gemeinde erhielt schon früh eine Wasserversorgung, ebenso erfolgte der Anschluss an das Stromnetz und wurden die Dorfstraßen asphaltiert.
Das 1910 erbaute Schulhaus in der Ortsmitte entsprach am Beginn der 1960er Jahre nicht mehr den Anforderungen, die man an eine zeitgemäße Schule stellte. Nach langwierigen Verhandlungen mit den Nachbargemeinden und den zuständigen Behörden, und nach einem landesweit bekannt gewordenen Schulstreik, konnte der Schulhausneubau in Angriff genommen werden. Dieser Neubau wurde im Februar 1966 eingeweiht; dem Schulverband gehören neben Irgertsheim auch Pettenhofen, Mühlhausen und Dünzlau an.
Heute wird die Schule als vierklassige Grundschule geführt; die Schulturnhalle steht über den Sportclub auch den Einwohnern des Ortes zur Verfügung. Das alte Schulhaus steht seit 1984, nach einem gründlichen Umbau, der örtlichen Jugend, dem Frauenbund und der Freiwilligen Feuerwehr zur Verfügung. Die Freiwillige Feuerwehr verfügt zudem über ein neues Feuerwehrhaus in unmittelbarer Nachbarschaft.
Am 1. Juli 1972 wurde Irgertsheim auf eigenen Wunsch der Stadt Ingolstadt angeschlossen.
Das Kiesgebiet südlich der ehemaligen Bundesstraße bis hin zum Wald an der Donau ist ein großes Areal. Ehemals fruchtbares Ackerland wurde dort in Jahrzehnten ausgebaggert und ließ zahlreiche kleine und größere Seen entstehen. Größtenteils sind die Ufer wieder bepflanzt und zugewachsen und bilden Lebensräume für Vögel und andere Tiere. Aber auch für Erholungssuchende aus den nahen Städten geben die Seen viele Möglichkeiten zum Baden und um Wassersport zu betreiben, so dass an heißen Sommertagen oft mehrere tausend Besucher an die Badeseen kommen.
Direkt neben den Seen, und in unmittelbarer Nachbarschaft zum Ort, steht die Sportanlage des SC Irgertsheim mit dem Sportheim. Die Sport- und Tennisplätze wie die gesamten Nebenanlagen und das Vereinsheim wurden in den letzten Jahren immer mehr zum sportlichen, kulturellen und geselligen Mittelpunkt des Ortes, da dort fast alle Veranstaltungen stattfinden.

### Irgertsheim – Spuren aus der Frühzeit
Hinter den ältesten Häusern des ursprünglichen Haufendorfes erheben sich im Norden die Ausläufer des Jura. Nach Süden hin dehnt sich die Donauebene aus. Der letzte Jurahügel, der den Ort nach Nordwesten deckt, heißt Weinberg, was Rückschlüsse auf einen früheren Weinanbau nahelegt.
Ob die Römer dazu die Anregung gaben, steht nicht fest, sicher ist aber, dass in Irgertsheim und seiner Umgebung bereits römische Legionen verweilten. So ist der Irgertsheimer Kirchturm über den Resten eines römischen Wachturms errichtet worden. Bezeichnenderweise ist die Kirche dem hl. Laurentius geweiht. Im Friedhof fand man im vorigen Jahrhundert einen römischen Votivaltar mit der Inschrift: »Jovi optimo maximo, Marcus Cocceius Adjutor, votum solvit laetus lubens merito«; (dem höchsten größten Gott, Marcus Cocceius Adjutor, löst sein gegebenes Versprechen ein). Aus einem weiteren Fund geht hervor, dass sich im Ort auch ein Heiligtum befand, dass dem Gott Merkur geweiht war.
Erwähnt ist Irgertsheim zum ersten Mal in einer Urkunde aus dem 12. Jahrhundert, wird darin aber Hurkensheim genannt. Im 14. Jahrhundert tauchen Namen wie Urchensheim und Uerchelsheim auf. Im 16. Jahrhundert gibt es Benennungen wie Irchelzheim, Yrcheßham oder Sychretzhaim. Auch die Bezeichnung Heim des Erchanhart, das Heim des »ächt Standhaften« wird erwähnt. Diese Vielzahl an Namensformen erschwert die Erklärung der ursprünglichen Ortsbezeichnung sehr. Sicher lässt der zweite Bestandteil des Ortsnamens »-heim« darauf schließen, dass Irgertsheim bereits im 12. Jahrhundert eine Siedlung war.
500 Jahre lang bildete Irgertsheim einen Bestandteil des geistlichen Fürstentums Eichstätt. Bereits im 12. Jahrhundert ist bischöflicher Besitz Hurkensheim nachweisbar. Verwaltung und Gerichtsbarkeit übte der Bischof im Hochmittelalter durch die sogenannte Landvogtei aus. Seitdem Nassenfels zum engeren Verwaltungsmittelpunkt gewählt war, gehörte Irgertsheim neben anderen Dörfern wie Wolkertshofen, Buxheim, Egweil, Pettenhofen und Mühlhausen zum Bestandteil dieses Pflegamts. Diese Behörde zu Nassenfels wurde 1450 als »Amt und Vogtey«, 1461 als »Amt zu Nassenfels« bezeichnet.
Zu den Gemeinderechten und Pflichten, den sogenannten »Ehehaften« gehörte die Pflege der Wege und Stege. So wurden die Irgertsheimer nach den Beschlüssen der Nassenfelser Ratssitzung vom 7. Oktober 1636 dazu angehalten, »die allenthalben baufälligen Landstraßen« wiederherzustellen. Diese Forderung war während der Zerstörungen und der Wirren zur Zeit des Dreißigjährigen Krieges durchaus verständlich. Im August 1546 lagerten die Truppen des Schmalkaldischen Bundes mit 7.000 Reitern und 50.000 Fußknechten zwischen Irgertsheim und Pettenhofen.
Zu den Ehehaften gehörten ferner Rechte und Pflichten der Schankwirte, deren Gewinnsatz genau festgelegt war. Von den zwei Zapfenwirten in Irgertsheim unterstand der eine dem Hochstift, der andere dem Domkapitel. Aufkommende Schwierigkeiten suchte der Bischof im 18. Jahrhundert auf Drängen des Domkapitels hin dadurch zu beheben, dass er es den Untertanen freistellte, das eine oder andere Wirtshaus zu besuchen.
Gegen Brandschaden war der Ort 1819 mit 21.730 fl. versichert. Nach der Viehzählung vom 10. Januar 1883 standen in Irgertsheim 71 Pferde, 288 Stück Rindvieh, 278 Schafe, 139 Schweine, 5 Ziegen und 17 Bienenstöcke.
Irgertsheim, das im 14. Jahrhundert aus bayerischem Besitz unter die Herrschaft des Bischofs von Eichstätt gelangte, wurde im 19. Jahrhundert wieder unter bayerische Verwaltung genommen.